# Сборник рассказов

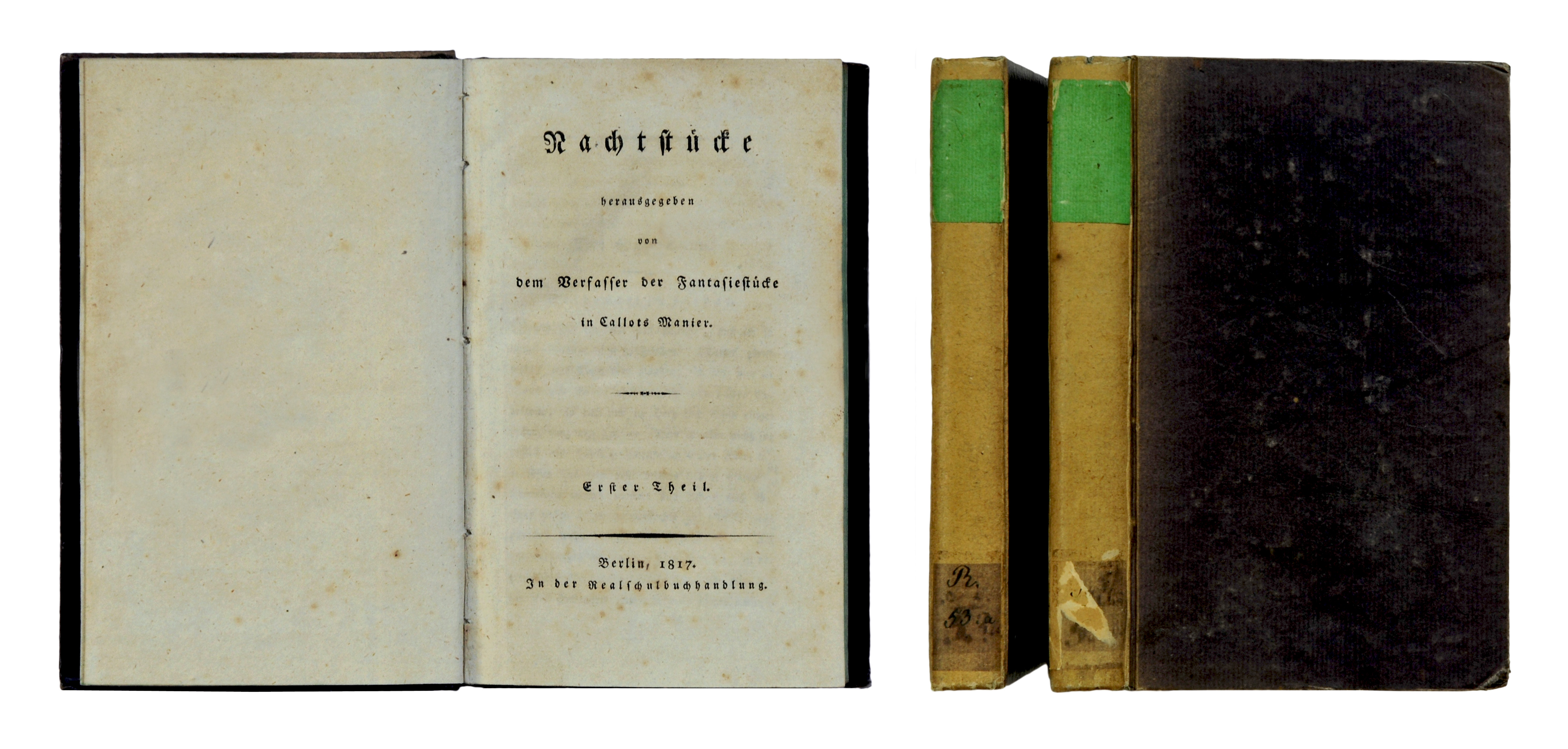
«Ночные рассказы» Э. Т. А. Гофмана (1817)

Сборник рассказов — отдельное издание группы рассказов (новелл), как правило, принадлежащих перу одного и того же автора. Сборник может быть составлен из произведений, публикуемых впервые, либо из рассказов, ранее уже появлявшихся в периодической печати. 
В случае, если в книге собраны рассказы разных авторов, то принято говорить об альманахе («Меданские вечера», 1880) либо об антологии ранее опубликованных рассказов (The Best American Short Stories, издаётся ежегодно с 1915 года).

## Эволюция формы
Со времени «Декамерона» Бокаччо новеллы в европейской традиции, как правило, публиковались одной книгой с рамочным повествованием, связывавшим их воедино. Эту старинную традицию в Новое время продолжали «Беседы немецких беженцев» Гёте (1795), где отдельные рассказы ещё не выделены названиями, и сборник путевых очерков В. Ирвинга «Альгамбра» (1832). Однако в целом на протяжении первой половины XIX века наблюдалась тенденция к отказу от связующего новеллы рассказа:
- «Зимний сад» Арнима (1809), трёхтомный «Фантазус» Тика (1812-17), «Серапионовы братья» Гофмана (1819-21, 4 тома), «Вечер на Хопре» М. Загоскина (1834), «Русские ночи» В. Одоевского (1844) — примеры сборников, связанных рамочной новеллой. Наряду с собственно новеллами в них присутствуют письма, выдержки из дневников (Арним), драматические фрагменты (Тик), очерки (Гофман) и т. д.
- «Фантазии в манере Калло» Гофмана (1814), «Книга эскизов Джеффри Крейона» В. Ирвинга (1819-20), «Озорные рассказы» О. Бальзака (1832), «Неволя и величие солдата» А. де Виньи (1835), «Легенды старой усадьбы» Н. Готорна (1846) — сборники с условным обрамлением в виде вводной новеллы или развёрнутого предисловия.
- Новеллы, объединённые фигурой вымышленного автора или составителя: «Фантазии в манере Калло», «Книга эскизов Джеффри Крейона», «Вечера на хуторе близ Диканьки» (в качестве автора указан Рудой Панько), «Повести покойного Ивана Петровича Белкина».
- Сборники новелл без какого бы то ни было обрамления: «Дважды рассказанные истории» Натаниэля Готорна, «Гротески и арабески» Эдгара По, «Девы огня» Нерваля, «Пьяцца» Мелвилла и др.

К середине XIX века окончательно утверждается хронологический принцип подбора рассказов в сборнике. Как правило, автор включает в сборник всё, что было им опубликовано с момента выхода предыдущего сборника. В название выносится заглавие одного из рассказов, причём в англоязычной традиции к нему прибавляется уточнение: «…и другие рассказы» или «…и другие истории».  

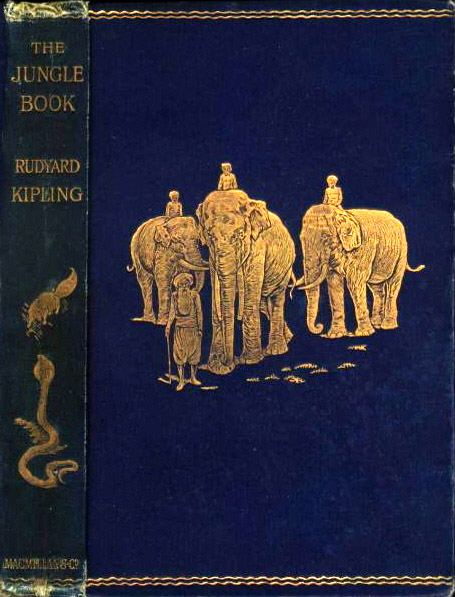
Обложка сборника рассказов «Книга джунглей» (1894)

В XIX веке известны случаи, когда новеллист в течение всей жизни пересматривает одну, в сущности, книгу избранных рассказов, периодически пополняя её («Записки охотника» И. С. Тургенева, «Мозаика» П. Мериме, «В гуще жизни» А. Бирса). Не исключались и отступления от правила. Например, весьма своеобразное содержание и форма рассказов Киплинга о животных, а также их обращённость к детской аудитории, побудили его объединить их под одной обложкой в «Книге джунглей» и в сборнике «Сказки просто так». 
Пример сложной организации сборника рассказов викторианской эпохи — «Современные тысяча и одна ночь» Р. Л. Стивенсона (1882). Он состоит из двух томов, в первый из которых вошли два цикла из нескольких хронологически продолжающих друг друга рассказов со сквозной интригой — «Клуб самоубийц» и «Алмаз раджи». Через три года появился сборник «И ещё современные тысяча и одна ночь», в который вошли новые рассказы, написанные Стивенсоном вместе с женой и пасынком.

## Цикл рассказов
Сборник рассказов не тождествен циклу рассказов. Например, «Севастопольские рассказы» Л. Толстого или «маленькая трилогия» Чехова написаны согласно заранее составленному плану. Отдельные рассказы из цикла внутренне перекликаются, а иногда и спорят друг с другом. Убрать один рассказ цикла нельзя без ущерба для общей содержательной целостности. Между рассказами цикла присутствует взаимозависимость, обогащающая смыслы, даже если новеллы цикла никогда не издавались отдельной книгой. 
Объединяющим фактором может служить место действия («Нравы Растеряевой улицы» Г. Успенского), общий рассказчик либо главный герой («Записки юного врача» М. Булгакова), одни и те же действующие лица («Одесские рассказы» И. Бабеля), единство настроения и сходный структурный узор («Земная ось» В. Брюсова, «Тёмные аллеи» И. Бунина), своеобразная сказовая интонация («Зга» А. Ремизова), жанровая специфика (народные рассказы-притчи Л. Толстого).
Сборники рассказов, сгруппированных по принципу внутреннего родства, получили большое распространение в первой трети XX века, когда фигура всеведающего автора стала терять актуальность и в моду вошло повествовательное многоголосье. В первое десятилетие после Октябрьской революции в России публикуется множество таких циклов, как то: «Петроградский цикл» Е. Замятина, «Фронт» Л. Рейснер, «Конармия» И. Бабеля, «Донские рассказы» М. Шолохова, «Рассказы 1922—1924 годов» М. Горького.
Аналогичное тяготение к циклизации наблюдалось и в зарубежной литературе: «Уайнсбург, Огайо» Ш. Андерсона, «В наше время» Э. Хемингуэя, рассказы Дж. Сэлинджера о семье Гласс). Например, новеллы сборника «Дублинцы» (1905) объединяет не только одно место действия и пересекающиеся второстепенные персонажи, но и скрытые художественные параллели — евангельская символика, спрессованные лейтмотивы, выстроенная система повторов и соответствий.

## Роман в новеллах

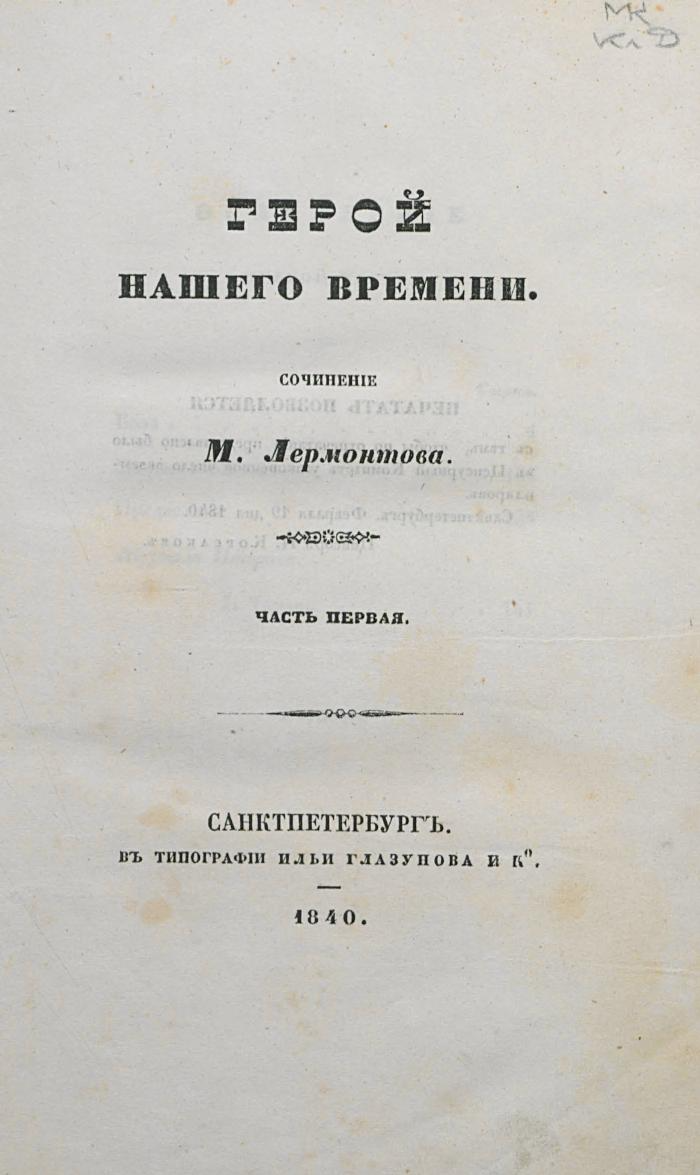
Первое издание романа «Герой нашего времени» (1840)

Единство новеллистического цикла может достигать такой степени, что он начинает восприниматься как роман. К примеру, рассказы В. Набокова о профессоре Тимофее Пнине с успехом публиковались в журналах как самостоятельные произведения, а потом были переизданы одной книгой в качестве романа. «Герой нашего времени» формально представляет собой ворох разрозненных бумаг, однако их содержание и расположение строго подчинены внутренней задаче постепенного раскрытия личности главного героя. М. Салтыков-Щедрин публиковал «Господа Головлёвы» и «История одного города» как рассказы и очерки, однако впоследствии они определялись как романы. У. Фолкнер называл романом свой сборник из семи рассказов «Сойди, Моисей» (1942). Форма «романа в рассказах» получила большую популярность в последние десятилетия XX века: в различных странах регулярно публикуются произведения с таким подзаголовком.
Не менее распространена и обратная ситуация: роман настолько рыхлый, что он воспринимается как вязь более или менее самостоятельных эпизодов. Некоторые литературоведы отмечают новеллистическую природу книг «Записки Пиквикского клуба» Ч. Диккенса, «Голый год» Б. Пильняка, «Лето Господне» И. Шмелёва, которые были опубликованы как романы. В эпоху романтизма был популярен жанр шкатулочного романа («Рукопись, найденная в Сарагосе», «Мельмот Скиталец»): основное повествование содержит множество рассказов, в которые вплетаются все новые и новые рассказы, иногда содержащие отсылки к первому уровню повествования.